# Phintella africana
Phintella africana là một loài nhện trong họ Salticidae.
Loài này thuộc chi Phintella. Phintella africana được Wanda Wesołowska & Tomasiewicz miêu tả năm 2008.